# ¿Y ahora qué? (álbum)
¿Y ahora qué? es el noveno álbum de la banda española de rock Reincidentes.
Publicado por la compañía BMG Ariola/RCA en el año 2000 y producido como todos los trabajos de la banda por Juanjo Pizarro, fue el primer trabajo que sacaron al mercado tras su éxito de ventas, Algazara, que llegó a ser disco de oro tras vender más de 50 000 unidades. También cabe destacar que este fue el último álbum del grupo con dicha multinacional.
Las canciones del álbum continúan con el tono reivindicativo de anteriores trabajos de la banda y en el mismo incluyen por primera vez un tema cantado en euskera, Un pueblo, que reclamaba una solución para el problema del País Vasco y que se concibió por parte del grupo como un homenaje hacia sus seguidores en dicho territorio.
La canción ¡Ay Dolores! pretende concienciar sobre la problemática de la violencia de género, siendo un canto a la liberación de la mujer. Cuenta con la participación de un cuarteto de cuerdas y, en la parte final se escuchan guitarras flamencas, palmas y jaleos.
El disco, que a los 3 meses de su publicación ya había conseguido vender 35 000 copias, contó entre otras con las colaboraciones de Fermín Muguruza y de Amparo Llanos del grupo Dover.

## Lista de canciones
1. No normal
2. Ya está bien
3. ¡Ay Dolores!
4. Los buenos y los malos
5. En una patera
6. Un pueblo
7. T.V.
8. Estrellao
9. Hablando con mi cerebro
10. Ganao
11. Poema social de guerra y muerte
12. Pikolín
13. La espiral
14. Había una vez
15. Domesticao